# Абер, Эл
Альберт Джулиус Абер (англ. Albert Julius Aber, 31 июля 1927, Кливленд, Огайо — 20 мая 1993, Гарфилд-Хайтс, там же) — американский бейсболист, питчер. В Главной лиге бейсбола провёл шесть сезонов, большую часть из которых играл в составе «Детройт Тайгерс».

## Карьера
Эл Абер родился 31 июля 1927 года в Кливленде. После окончания школы в 1945 году он подписал контракт с клубом Главной лиги бейсбола «Кливленд Индианс». Профессиональную карьеру он начал в команде «Батавия Клипперс» в Лиге Пенсильвании, Онтарио и Нью-Йорка. В её составе Абер провёл два сезона. В системе «Кливленда» он также выступал за «Берлингтон Индианс», «Спартанберг Пичс» и «Оклахому-Сити Индианс».
В Главной лиге бейсбола в составе «Индианс» Абер дебютировал 15 сентября 1950 года. Он провёл полную игру против «Вашингтон Сенаторз», выигранную «Кливлендом» со счётом 4:2. После окончания сезона Эл был призван на военную службу. Спортивную карьеру он возобновил в 1953 году: сезон Абер начал в «Индианс», затем его обменяли в «Детройт Тайгерс».
За «Тайгерс» он выступал до 1957 года. В первых двух сезонах его задействовали как стартового питчера, затем Абер играл реливером. За пять лет в составе «Детройта» он принял участие в 158 играх, в том числе 29 в стартовом составе. В конце сезона 1957 года его обменяли в «Канзас-Сити Атлетикс», в составе которых Эл выходил на поле в трёх матчах. Профессиональную карьеру он завершил в 1958 году, проведя последний сезон в младших лигах за «Литл-Рок Тревелерс» и «Баффало Байзонс».
После завершения карьеры Абер жил в Кливленде, работал торговым представителем. Он умер 20 мая 1993 года в возрасте 65 лет.